# Frithugyth
Frithugyth, död efter 737, var drottning av Wessex 726–740, gift med kung Æthelheard av Wessex.
Hon är känd för sina donationer. Hennes första donation är känd från år 729. Hennes mest kända är en stor egendom i Taunton, som hon skänkte till Katedralen i Winchester år 737 och som sedan expanderades av kommande kungar av Wessex. 
Hon företog 737 en pilgrimsfärd till Rom.  